# خسوف القمر فبراير 2009
| الخسوف الجزئي للقمر 9 فبراير 2009                                    | الخسوف الجزئي للقمر 9 فبراير 2009 |
| -------------------------------------------------------------------- | --------------------------------- |
| القمر من تشيناي في الساعة 14:29 UTC                                  |                                   |
| يمر القمر من اليمين إلى اليسار من خلال الظل الجنوبي للأرض.           |                                   |
| دورة ساروس                                                           | قمر ساروس 143 (18 of 73)          |
| غاما الخسوف                                                          | -1.0640                           |
| المدة (hr:mn:sc)                                                     |                                   |
| تظليلي                                                               | 3:58:49                           |
| التماس (توقيت عالمي منسق)                                            |                                   |
| P1                                                                   | 12:38:50                          |
| الأعظمي                                                              | 14:38:16                          |
| P4                                                                   | 16:37:39                          |
| يتحرك القمر من اليمين إلى اليسار (من الغرب إلى الشرق) عبر مدار الأسد |                                   |

حدث خسوف القمر التظليلي في 9 فبراير 2009، وهو الأول من خسوفات القمر الأربعة التي حدثت ذات العام، ولكنه كان الأكثر غمقاً من البقية.
يُصادف كون هذا الخسوف هو الأول منذ 20 فبراير 1989، ويحوي الجدول الموضح أدناه تفاصيل التوقعات ومعلومات إضافية حول خسوف القمر الذي حصل في 9 نوفمبر 2009.

## موسم الخسوف
يعد هذا الخسوف الثاني بين خسوف وكسوف الشمس، فقد حصل كسوف شمسي في 26 يناير 2009.

## الرؤية والوضوح
لم يكن الخسوف واضحاً في الساحل الشرقي للولايات المتحدة الأمريكية، وأميركا الجنوبية، وأقصى جنوب شرق المكسيك، كما لم يستطع رؤيته القاطنون في الجزء الغربي من إفريقيا، وأوروبا الغربية. فيما تُوقعَت أفضل معاينة في أغلب القارة الآسيوية، وغربي الولايات المتحدة، والمكسيك، وعبر منطقة الأطلنطي.

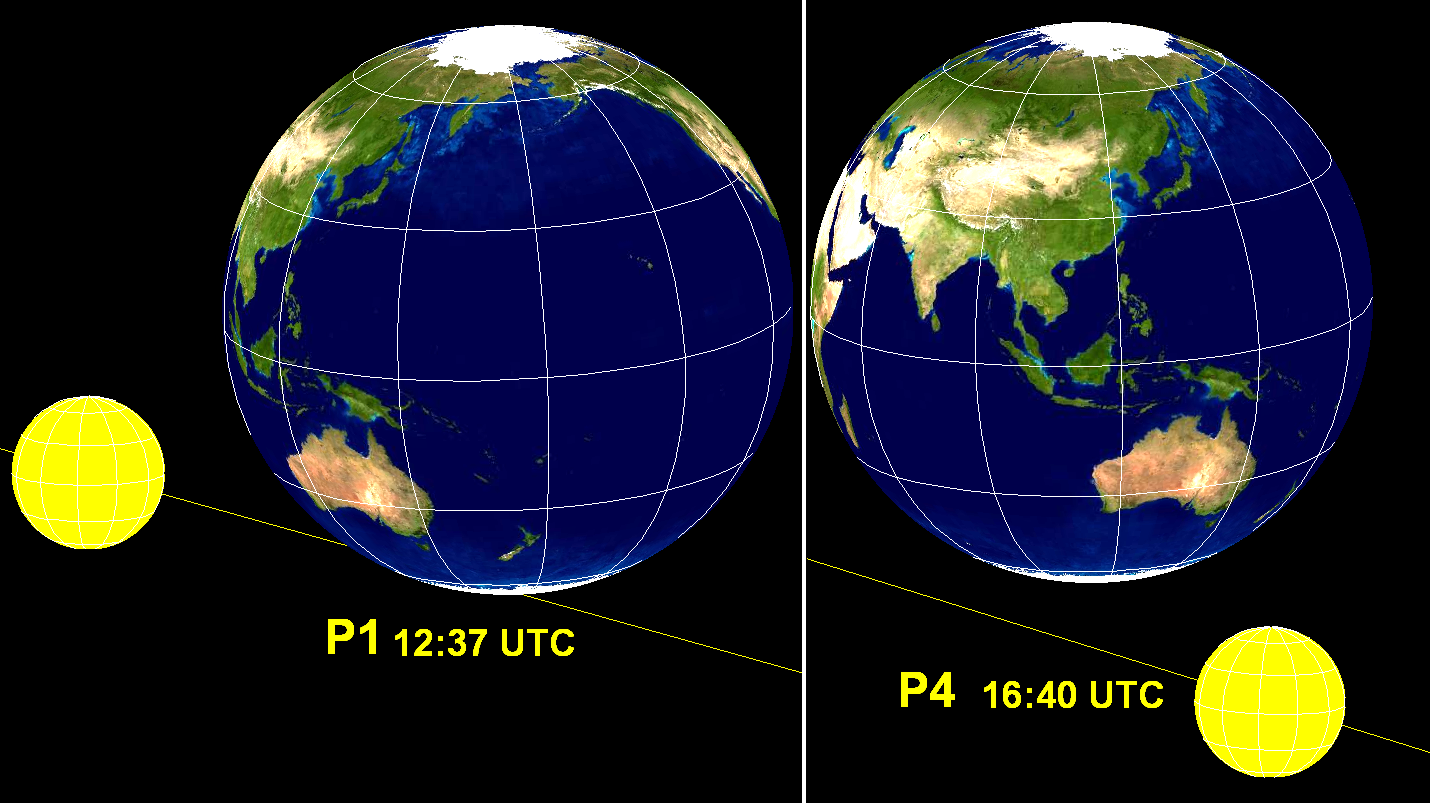
يُظهر هذا المنظر المحاكي الأرض والشمس كما تُرى من مركز القمر بالقرب من نقطتي الاتصال P1 و P4. سيكون الخسوف مرئيًا من الأرض من مواقع العالم كما هو موضح على الأرض أعلاه.

### الخريطة

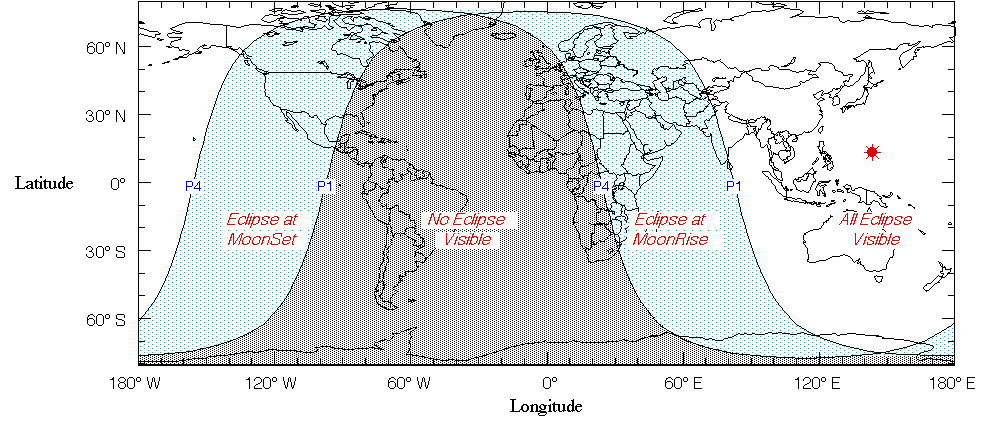
توضح الخريطة وضوح خسوف القمر حول العالم.

### معرض الصور
التوقيت المعتمد هو التوقيت العالمي المنسق.

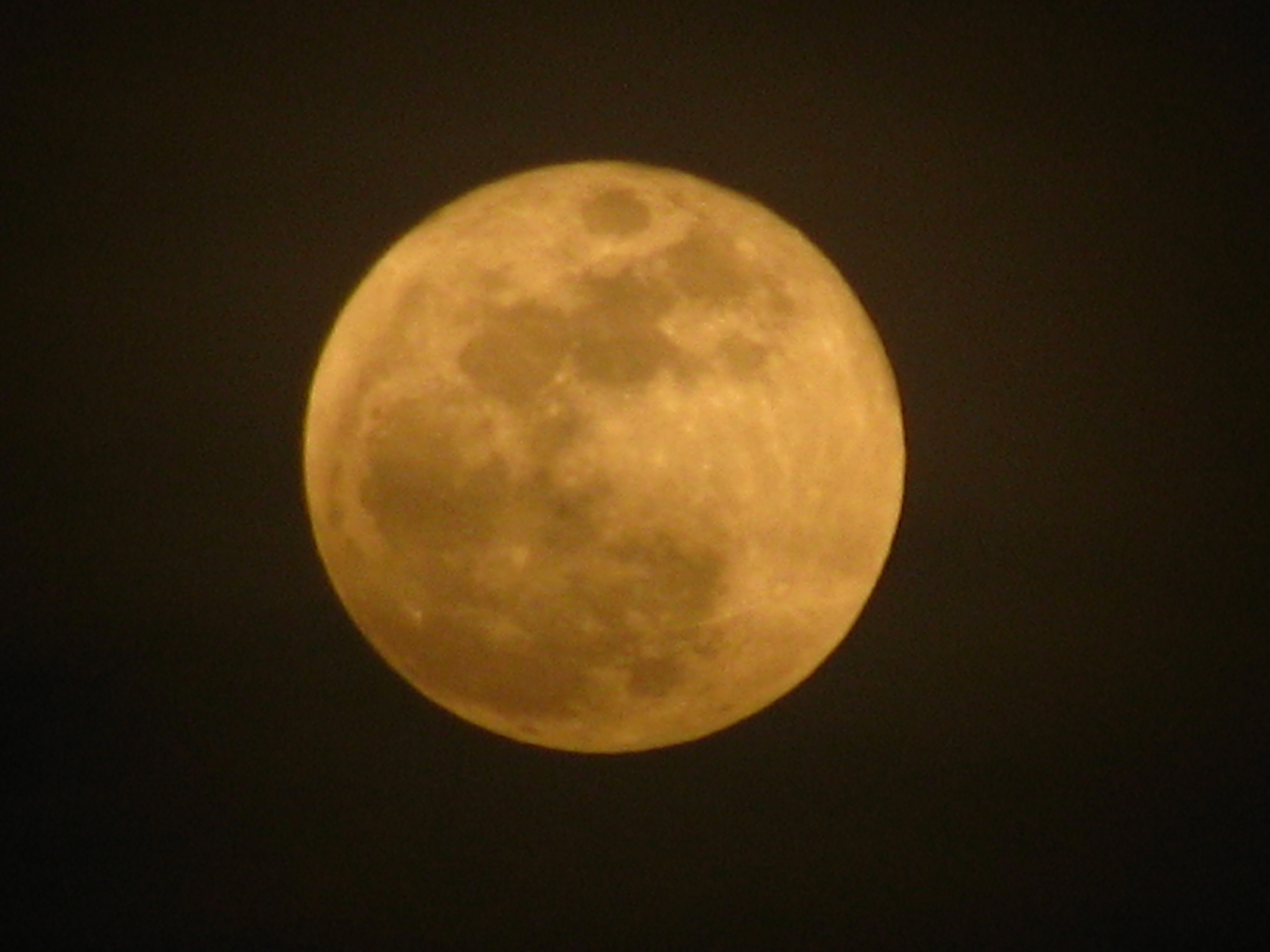
بونه، 13:18
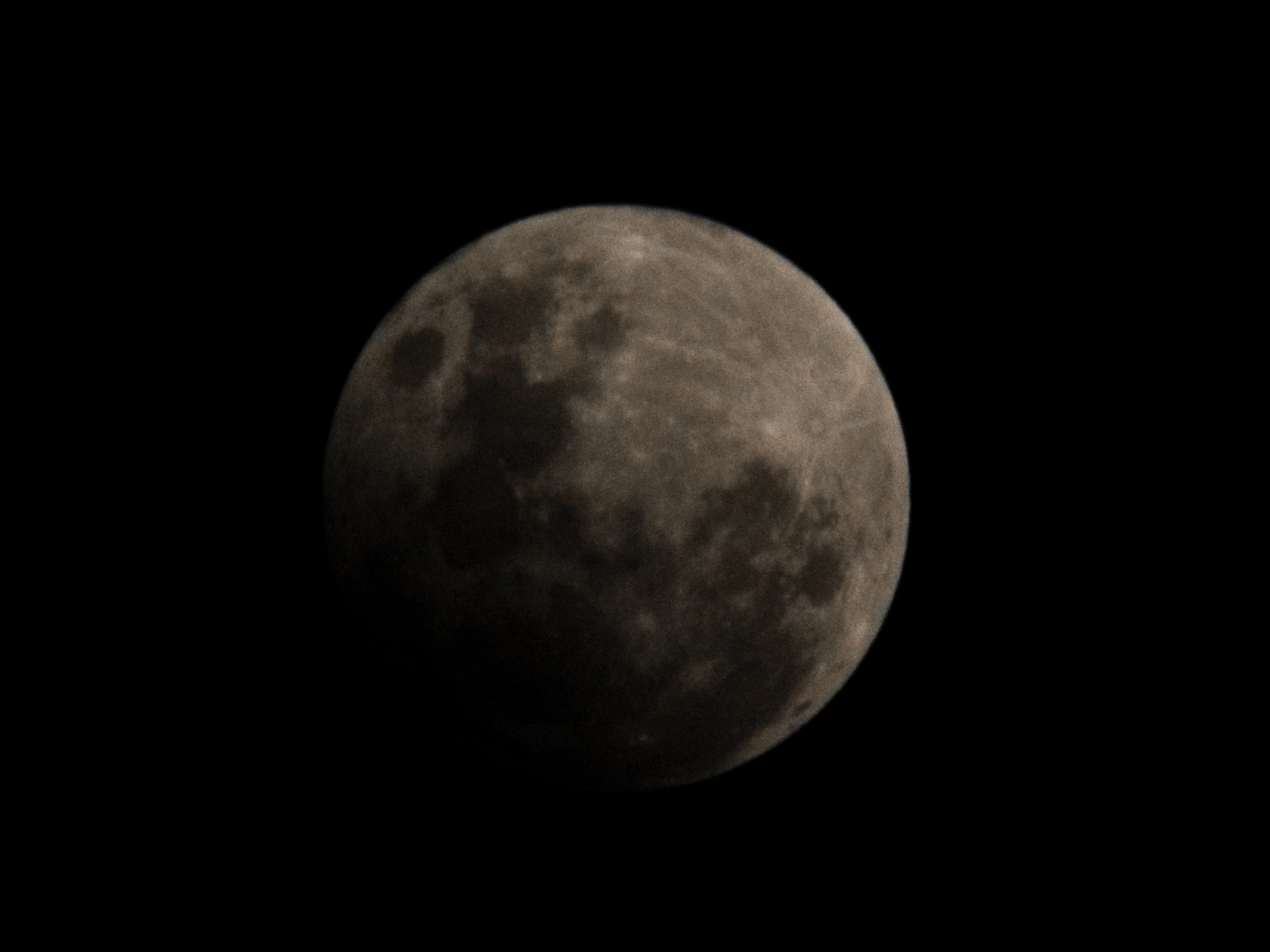
سوبانغ جايا، 14:37
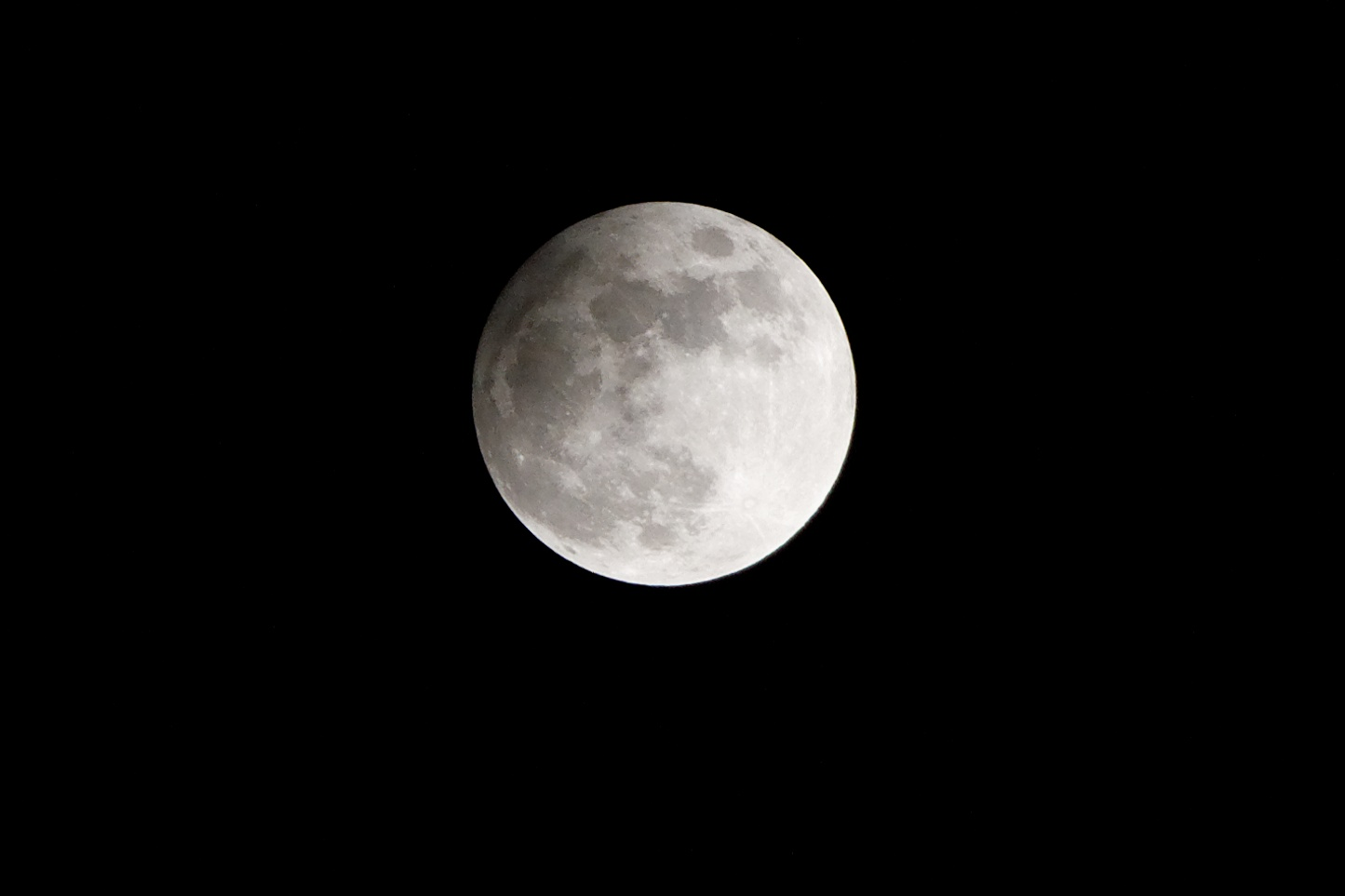
هونغ كونغ، 14:46

## العلاقة مع الخسوفات الأخرى

### الخسوف والكسوف عام 2009
- كسوف حلقي للشمس في 26 يناير.
- خسوف تظليلي للقمر في 9 فبراير.
- خسوف القمر يوليو 2009.
- كسوف الشمس في 22 يوليو 2009.
- خسوف القمر أغسطس 2009.
- خسوف جزئي للقمر في 31 ديسمبر 2009.

### سلسلة خسوفات القمر السنوية
| سلسلة خسوفات القمر بين 2006 و2009 | سلسلة خسوفات القمر بين 2006 و2009 | سلسلة خسوفات القمر بين 2006 و2009 | سلسلة خسوفات القمر بين 2006 و2009 | سلسلة خسوفات القمر بين 2006 و2009 | سلسلة خسوفات القمر بين 2006 و2009 | سلسلة خسوفات القمر بين 2006 و2009 | سلسلة خسوفات القمر بين 2006 و2009 | سلسلة خسوفات القمر بين 2006 و2009 |
| --------------------------------- | --------------------------------- | --------------------------------- | --------------------------------- | --------------------------------- | --------------------------------- | --------------------------------- | --------------------------------- | --------------------------------- |
| عقدة تنازلية                      | عقدة تنازلية                      | عقدة تنازلية                      | عقدة تنازلية                      |                                   | عقدة تصاعدية                      | عقدة تصاعدية                      | عقدة تصاعدية                      | عقدة تصاعدية                      |
| دورة ساروس # صورة                 | التاريخ المشاهدة                  | النوع المخطط                      | غاما                              | دورة ساروس صورة                   | التاريخ المشاهدة                  | النوع المخدد                      | غاما                              |                                   |
| 113                               | خسوف القمر مارس 2006              | تظليلي                            | 1.0211                            | 118                               | خسوف القمر سبتمبر 2006            | جزئي                              | -0.9262                           |                                   |
| 123                               | خسوف القمر أبريل 2005             | كامل                              | 0.3175                            | 128                               | خسوف القمر أغسطس 2007             | كامل                              | -0.2146                           |                                   |
| 133                               | خسوف القمر فبراير 2008            | كامل                              | -0.3992                           | 138                               | 2008 Aug 16                       | جزئي                              | 0.5646                            |                                   |
| 143                               | 2009 Feb 09                       | تظليلي                            | -1.0640                           | 148                               | 2009 Aug 06                       | تظليلي                            | 1.3572                            |                                   |
|                                   |                                   |                                   |                                   |                                   |                                   |                                   |                                   |                                   |
| آخر ظهور                          | 2005 Apr 24                       | 2005 Apr 24                       | 2005 Apr 24                       | آخر ظهور                          | خسوف القمر أكتوبر 2005            | خسوف القمر أكتوبر 2005            | خسوف القمر أكتوبر 2005            |                                   |
|                                   |                                   |                                   |                                   |                                   |                                   |                                   |                                   |                                   |
| الظهور التالي                     | 2009 Dec 31                       | 2009 Dec 31                       | 2009 Dec 31                       | الظهور التالي                     | 2009 Jul 07                       | 2009 Jul 07                       | 2009 Jul 07                       |                                   |

### دورة نصف ساروس
سوف يسبق الخسوف القمري ويتبعه كسوفات شمسية بفارق زمني مقداره 9 سنوات خمسة أيام ونصف حسب دورة ساروس يرتبط خسوف القمر الجزئي هذا بكسوفين شمسيين جزئيين للشمس.
| كسوف الشمس في 5 فبراير 2000 | كسوف الشمس في 15 فبراير 2018 |
| --------------------------- | ---------------------------- |
|                             |                              |

## روابط خارجية
- الخسوف التظليلي للقمر في 9 فبراير